# Becerril de la Sierra
Becerril de la Sierra település Spanyolországban, Madrid tartományban. Becerril de la Sierra Collado Mediano, Navacerrada, Manzanares el Real, El Boalo, Moralzarzal, Colmenar Viejo és Hoyo de Manzanares községekkel határos. Lakosainak száma 6573 fő (2024).

## Népesség
A település lakosságának változását az alábbi diagram mutatja:
| Lakosok száma | 3571 | 4353 | 4887 | 5083 | 5355 | 5351 | 5457 | 5714 | 6197 | 6573 |
|               | 2001 | 2004 | 2007 | 2009 | 2012 | 2014 | 2017 | 2019 | 2022 | 2024 |